# Idan Vered
Idan Vered (en hebreo: עידן ורד; 1 de enero de 1989) es un futbolista israelí que juega como delantero para el Maccabi Petah-Tikvah de la Liga Premier de Israel. También jugó para el Hakoah Ramat Gan y el Beitar Jerusalén y Maccabi Haifa.

## Clubes
| Club                            | País   | Año       |
| ------------------------------- | ------ | --------- |
| Hakoah Maccabi Amidar Ramat Gan | Israel | 2006-2007 |
| Beitar Jerusalén                | Israel | 2007-2010 |
| Maccabi Haifa                   | Israel | 2010-2015 |
| Estrella Roja de Belgrado       | Serbia | 2015-2016 |
| Ottawa Fury F. C.               | Canadá | 2016      |
| Beitar Jerusalén                | Israel | 2016-2021 |
| Hapoel Tel Aviv                 | Israel | 2021-2023 |
| Hapoel Petah-Tikvah             | Israel | 2023-2024 |
| Maccabi Petah-Tikvah            | Israel | 2024-     |